# Charles Martial Lavigerie

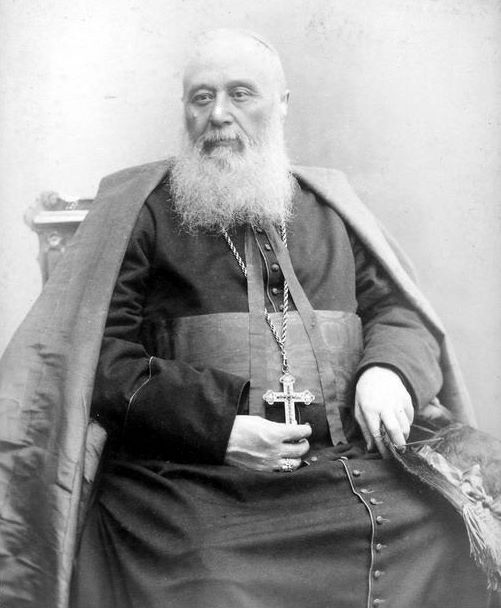
Kardinal Lavigerie (1882)

Kardinalswappen

Charles Martial Allemand Lavigerie (* 31. Oktober 1825 in Huire bei Bayonne, Frankreich; † 26. November 1892 in Algier, Algerien) war ein französischer Kardinal der katholischen Kirche, Erzbischof von Algier und Gründer des Ordens der Weißen Väter und der Weißen Schwestern. Er war einer der Vorkämpfer gegen die Sklaverei und den Sklavenhandel in Afrika.

## Leben
Charles Martial Allemand Lavigerie war der Sohn eines höheren Zollbeamten. Sein Vater war laizistisch geprägt; so waren es zwei Dienstmädchen des elterlichen Haushalts, die ihn beten lehrten. Er studierte Theologie am Priesterseminar St. Sulpice in Paris. Am 2. Juni 1849 empfing er durch Erzbischof Auguste Sibour die Priesterweihe für das Erzbistum Paris. Er wurde 1854 Professor für Kirchengeschichte an der Sorbonne in Paris und 1861 Auditor bei der Rota Romana.
Am 11. März 1863 wurde er zum Bischof von Nancy ernannt. Die Bischofsweihe spendete ihm der Altbischof von La Rochelle, Clément Kardinal Villecourt, am 22. März 1863; Mitkonsekratoren waren die Kurienerzbischöfe Gustav Adolf zu Hohenlohe-Schillingsfürst und François Marinelli OESA.
Bereits am 19. Januar 1867 wurde er zum Erzbischof von Algier ernannt und am 27. März desselben Jahres von Papst Pius IX. bestätigt.
1868 gründete er die Weißen Väter und 1869 die Weißen Schwestern als Missionsgesellschaften für Afrika. 1872 weihte er die Basilika Unserer Lieben Frau von Afrika in Algier. 1878 übernahm er die St.-Anna-Kirche in Jerusalem und richtete bei der Kirche ein Priesterseminar für melkitische Theologiestudenten ein.
Im Konsistorium vom 27. März 1882 wurde er durch Papst Leo XIII. als Kardinalpriester mit der Titelkirche Sant’Agnese fuori le mura in das Kardinalskollegium aufgenommen. Am 10. November 1884 wurde er zudem zum Erzbischof von Karthago und „Primas von Afrika“ ernannt.
In seiner Funktion als Gründer der Weißen Väter, die Missionen um einige der großen ostafrikanischen Seen unterhielten, war Lavigerie unmittelbar mit Menschenraub und Sklavenhandel konfrontiert. Für den Menschenhandel waren seiner Auffassung nach insbesondere muslimische Sklavenhändler verantwortlich. Am 1. Juli 1888 hielt er in Paris eine Rede, in der er Muslime als Verursacher der Institution der Sklaverei bezeichnete und Europa zu einem neuen „Kreuzzug“ gegen die Sklavenhändler aufrief. Ähnlich äußerte er sich am 15. August in Brüssel, wo er sich für einen begrenzteren „Kreuzzug“ in Belgisch-Kongo aussprach. Auch in London hielt er einen Vortrag. Als Reaktion auf die vielfältigen Presseberichte wurden vielerorts Anti-Sklaverei-Gesellschaften gegründet.
Resonanz fanden Lavigeries Ausführungen ebenso in der muslimischen Welt, vor allem dem Osmanischen Reich: Es erschienen eine Reihe von Werken, die sich aus islamischer Sicht mit dem Vorwurf Lavigeries, der Islam begünstige die Sklaverei, auseinandersetzten und bis auf Aristoteles und die Antike zurückgingen, um darzulegen, dass es Sklaverei lange vor dem Islam gegeben habe. Außerdem wurde in diesen Werken die Ansicht vertreten, dass die islamische – und vor allem osmanische – (angeblich) „milde“ Ausprägung der Sklaverei, was den Umgang mit Sklaven angehe, nicht mit der aus dem europäischen Kulturkreis stammenden Form vergleichbar sei. Auch auf eine in dieser Frage reformatorische Haltung des Islam wurde verwiesen.
Lavigerie war von einem ausgesprochen französischen Sendungsbewusstsein durchdrungen. Bekannt wurde er auch durch den sogenannten „Toast von Algier“: Am 12. November 1890 erklärte er bei einem Empfang für die Offiziere der französischen Garnison in Algier, dass es für die französischen Katholiken an der Zeit sei, sich mit der Dritten Republik auszusöhnen, „soweit Gewissen und Ehre dies zulassen“. Damit bereitete er den Weg für eine „Anschluss“ („Ralliement“) an die Republik, nachdem die Mehrheit der französischen Katholiken seit 1871 die Monarchisten unterstützt hatte. Papst Leo XIII. hatte ihn darin unterstützt und billigte den neuen Kurs in seiner Enzyklika Au milieu des sollicitudes vom 16. Februar 1892.

### Biographien
Jeweils in der Reihenfolge des Erscheinens:
- Felix Klein: Le cardinal Lavigerie et ses œuvres d’Afrique. Paris 1890 (deutsch: Cardinal Lavigerie und sein afrikanisches Werk. Le Roux, Straßburg 1893).
- Alfons Bellesheim: Charles Cardinal Lavigerie, Erzbischof von Karthago und Primas von Afrika (1825–1892). In: Der Katholik. Zeitschrift für katholische Wissenschaft und kirchliches Leben. 27. Jg., Heft 3, S. 248–266.[8] und Heft 4, S. 356–377,[9] Kirchheim, Mainz 1897.
- Ludovic de Colleville: Le Cardinal Lavigerie. 1905.
- Heinz Gstrein: Der Karawanenkardinal. Charles Lavigerie, Kardinalerzbischof von Algier und Carthago, Primas von Afrika sowie Gründer der Weissen Väter. St. Gabriel, Mödling 1982.
- Joseph Perrier: Vent d’Avenir – Le cardinal Lavigerie (1825–1892). Karthala, Paris 1992, ISBN 2-86537-359-2.
- François Renault: Le Cardinal Lavigerie, 1825–1892. L’Église, l’Afrique et la France. Fayard, Paris 1992, ISBN 2-213-02898-2.

### Artikel in Lexika
- Fridolin Rauscher: Lavigerie, Charles-Martial-Allemand. In: Lexikon für Theologie und Kirche (LThK), 2. Aufl., Band 6: Karthago – Marcellino. Herder, Freiburg 1961, Sp. 841–842.
- Karl Mühlek: Lavigerie, Charles-Martial-Allemand. In: Biographisch-Bibliographisches Kirchenlexikon (BBKL). Band 4, Bautz, Herzberg 1992, ISBN 3-88309-038-7, Sp. 1269–1272 (Artikel/Artikelanfang im Internet-Archive).
- Karl Josef Rivinius: Lavigerie, Charles Martial Allemand. In: Lexikon für Theologie und Kirche. (LThK), 3. Aufl., Band 6: Kirchengeschichte bis Maximianus. Herder, Freiburg 1997, Sp. 693–694.
- Horst Gründer: Lavigerie, Charles Martial Allemand. In: Religion in Geschichte und Gegenwart (RGG), 4. Aufl., Band 5: L – M. Mohr Siebeck Verlag, Tübingen 2002, Sp. 123–124.